# 동군산 나들목
동군산 나들목(E.Gunsan IC)은 전북특별자치도 군산시 대야면 죽산리에 설치된 서해안고속도로의 13번 교차로이다. 나들목 진출입로 및 요금소는 대야면 산월리, 복교리와 접하고 있다.
군산시내 및 대야면 내로 진출할 수 있으며, 익산시와 전주시로 갈 때 이용하면 편리하다. 서해안고속도로를 통해 익산시와 전주시로 가려면, 이 나들목을 이용해야 한다.
1990년 서해안고속도로의 계획 당시에는 군산 나들목이었다가 1998년 10월 30일 개통하면서 동군산 나들목이 되었다.

## 연혁
- 1991년 8월 3일 : 나들목 건설을 위해 전라북도 옥구군 대야면 산월리 ~ 죽산리 900m 구간 도로구역 결정[2]
- 1996년 1월 26일 : 군산 나들목 국도 제26호선 접속부 입체화 공사로 인해 전라북도 군산시 대야면 산월리 900m 구간 도로구역 변경[3]
- 1998년 10월 30일 : 서해안고속도로 서천 ~ 동군산 구간 개통과 함께 통행 개시[4]
- 2020년 10월 5일 : 국도 제26호선과 접속하는 램프(군산시 대야면 산월리) 구간 개량 개통[5]

## 구조물 정보
- 위치: 전북특별자치도 군산시 대야면 죽산리
- 영업소: 전북특별자치도 군산시 대야면 금만로 1849

## 접속하는 도로
- 국도 제21호선 (새만금북로)
- 국도 제26호선 (번영로)
- 국도 제29호선 (금만로)

## 교통량 정보
| 요금소          | 통행량 (대/일) | 통행량 (대/일) | 통행량 (대/일) | 통행량 (대/일) | 통행량 (대/일) | 통행량 (대/일) | 통행량 (대/일) | 통행량 (대/일) | 통행량 (대/일) | 통행량 (대/일) | 각주  |
| 요금소          | 2001년         | 2002년         | 2003년         | 2004년         | 2005년         | 2006년         | 2007년         | 2008년         | 2009년         | 2010년         | 각주  |
| --------------- | -------------- | -------------- | -------------- | -------------- | -------------- | -------------- | -------------- | -------------- | -------------- | -------------- | ----- |
| 동군산 (폐쇄식) | 6,474          | 6,799          | 6,980          | 6,602          | 6,265          | 5,966          | 5,574          | 5,273          | 5,238          | 5,145          | [ 6 ] |
| 요금소          | 2011년         | 2012년         | 2013년         | 2014년         | 2015년         | 2016년         | 2017년         | 2018년         | 2019년         |                | [ 6 ] |
| 동군산 (폐쇄식) | 4,873          | 4,735          | 4,898          | 5,182          | 5,496          | 5,684          | 5,693          | 5,412          | 5,517          |                | [ 6 ] |